# Posvátná cesta (Delfy)

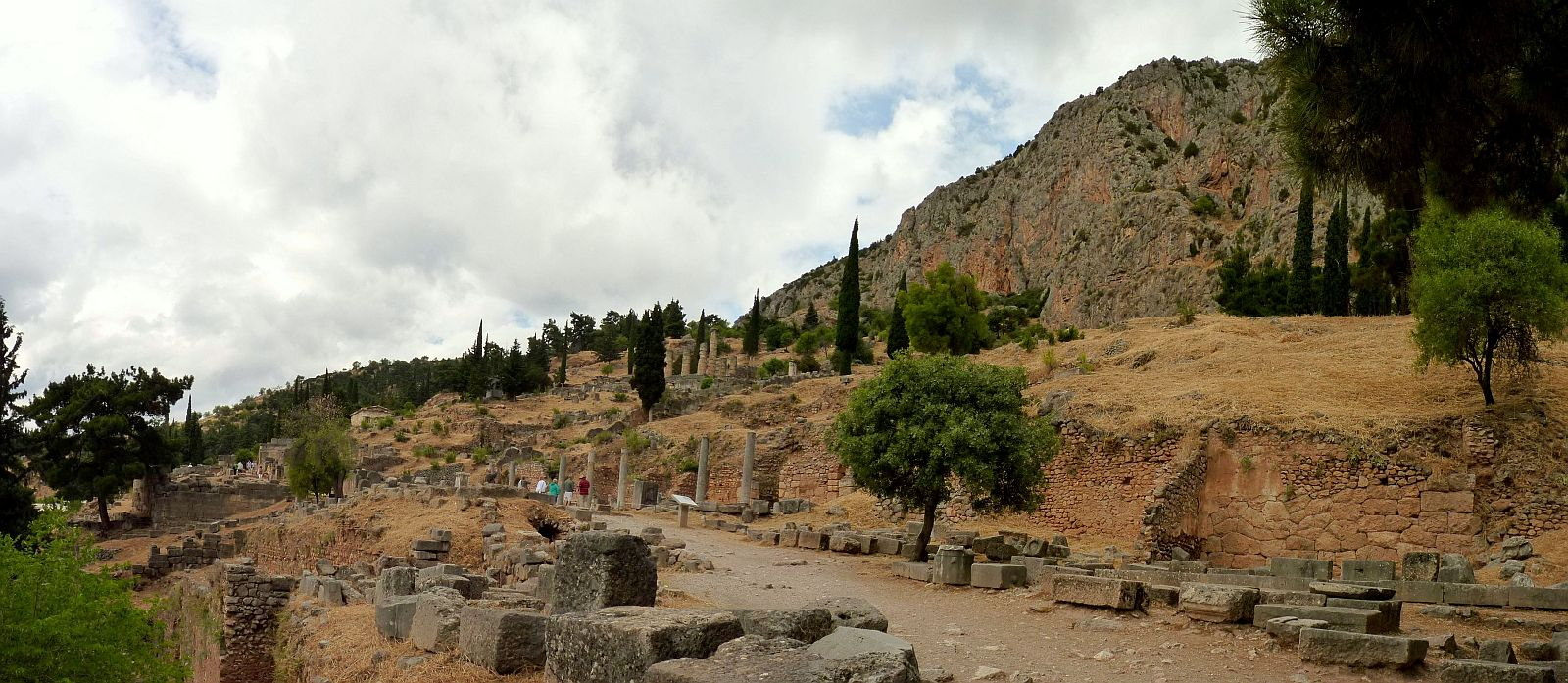
Začátek posvátné cesty

Posvátná cesta v Delfách byla postavena v jižním svahu pod pohořím Parnassos v archaickém období. Vedla serpentinami vzhůru k Apollónovu chrámu. Podél ní se nacházely pomníky, votivní památky a klenotnice. Do klenotnic ukládala různá města votivní dary a umělecká díla, svědčící o síle těchto měst. Pravděpodobně zde původně bývala svatyně boha Dia. Od 8. století před Kristem však v Delfách zvítězilo uctívání Apolla a vznikla zde věštírna.
V pozdně římském období byla cesta vydlážděna deskami.z nedalekých opuštěných budov. Návštěvníci tohoto archeologického naleziště putují stále stejnou cestou, která klikatě stoupá po svahu asi dvě stě metrů, dokud nedosáhne monumentálního oltáře.

## Popis cesty

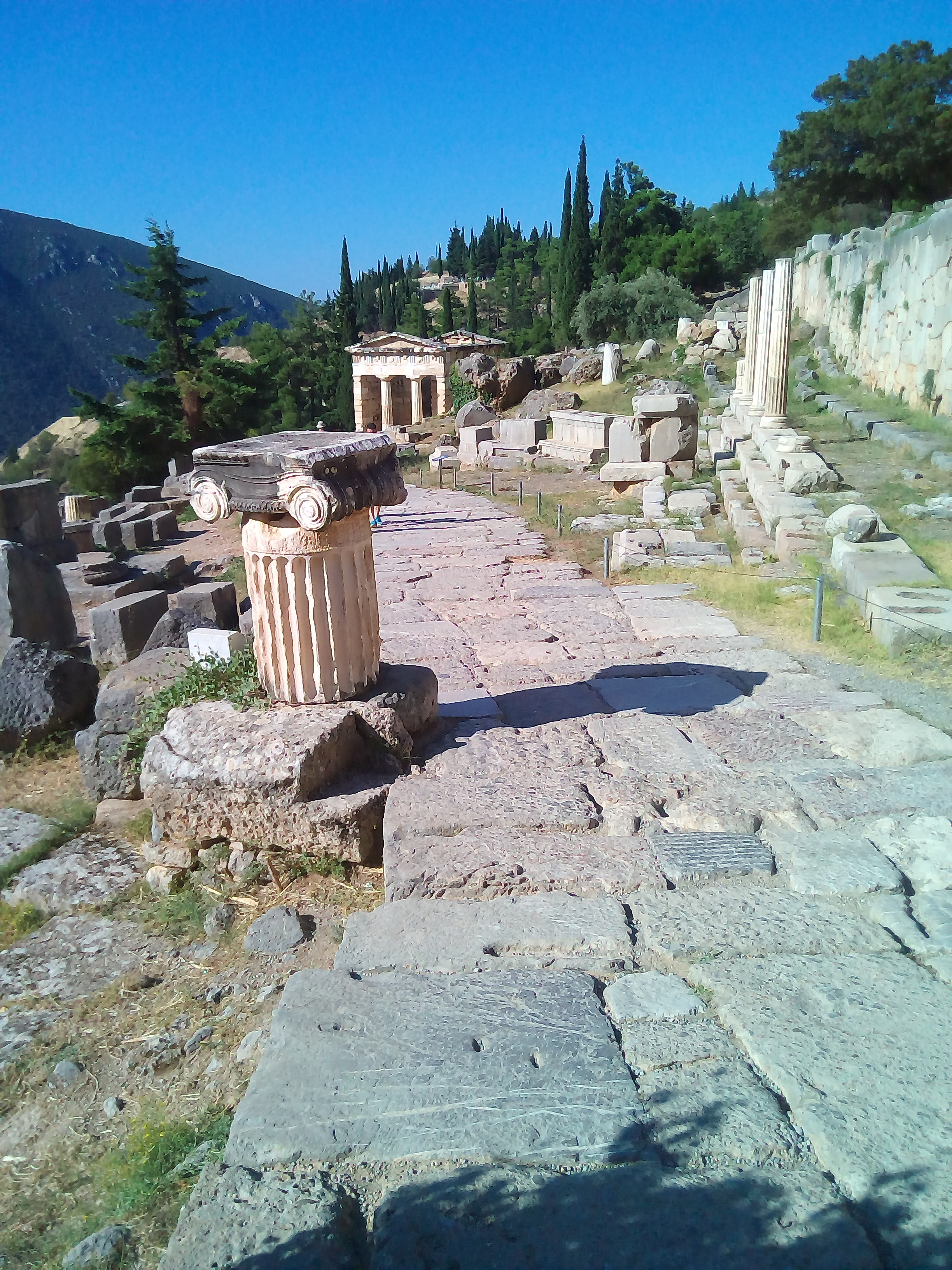
Posvátná cesta v Delfách

Z jihovýchodního rohu posvátného okrsku Apollónova chrámu vede cesta nejprve na západ k dalšímu průchodu ve zdi chrámového okrsku, ale předtím se otáčí severně a dostává se na původní, starší trasu v posvátného okrsku. Odtud stoupá severovýchodně vzhůru k terase chrámu, vede tanečním prostorem pod chrámem a dále na terasu chrámu v jeho jihovýchodním rohu. Potom až ke chrámu a oltáři Apolla, v jehož bezprostředním sousedství stál hadí sloup, což byl votivní dar od Řeků, kteří jej zasvětili bohu Apollónovi po vítězství nad perskými útočníky (480 před Kristem v bitvě u Salamis a 479 před Kristem v bitvě u Plataiai).
Podle cesty byly postaveny klenotnice, votivní památky a památky připomínající důležité události, politická spojenectví, vítězství na Pýthických hrách nebo vojenská vítězství. Stavěla je řecká města a polis pro uchování svých votivních darů. Votivní sochy stály podél první části cesty, klenotnice podél druhé a votivní památky v bezprostřední blízkosti Apollónova chrámu. Na rozdíl od úhledně uspořádaných nebo seskupených klenotnic jiných svatyní, jako jsou Olympie nebo Délos, byly klenotnice v Delfách seskupeny volněji. Ačkoli se většinou nacházely podél posvátné cesty, některé z nich obsadily volnou plochu mimo tuto trasu z důvodu reprezentace, nebo reagovaly na stávající klenotnice konkurenčními stavbami. Poutníci cestou chodili vždy devátý den každého měsíce k věštírně. Obětovali zvíře na oltáři umístěném nahoře a dostali své místo ve frontě. V současné době se stejnou cestou stále ubírají návštěvníci Delf 
Podle antické tradice, zejména podle Pausania, ale také Herodota, Plútarcha, Appiána a Strabóna, je z celkem dvaatřiceti ve vykopávkách nalezených základů a zbytků staveb klenotnic pouze třináct, které patří do posvátného okrsku Apollónova chrámu. To svědčí o značném úsilí, které bylo spojeno s jejich založením, a které se odrazilo v použitém materiálu a výzdobě. V Apollónově posvátném okrsku bylo s jistotou určeno deset budov, většinou ze šestého nebo pátého století před Kristem. Jejich identifikace vyplynula částečně z časového zjištění, částečně z jejich obrazové výzdoby nebo dokonce jako v případě klenotnice Knidosanů, podle zachovaného zasvěcovacího nápisu. Jako poslední byla v roce 346 před Kristem postavena klenotnice Thébanů.